# 처녀성

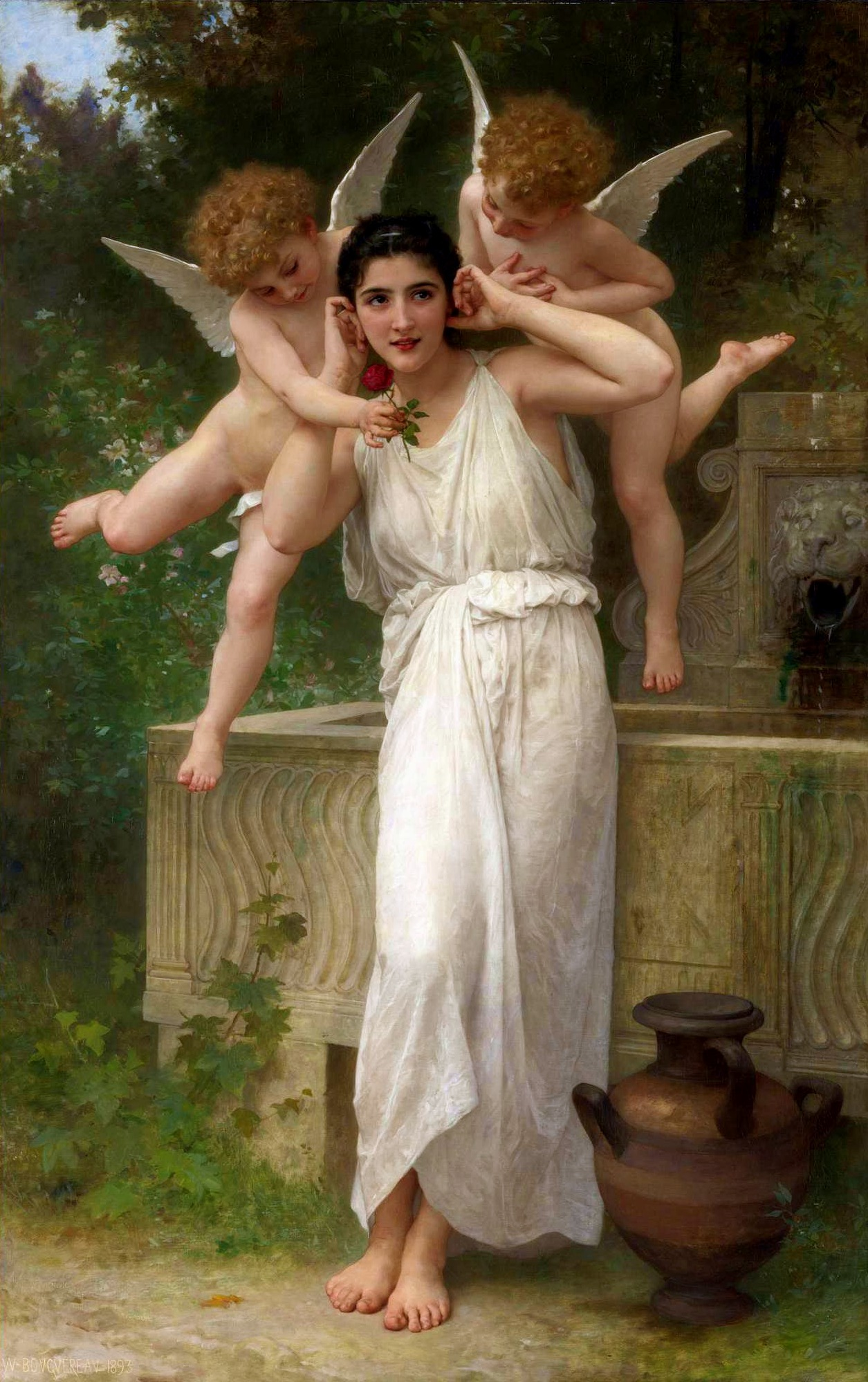

처녀성(處女性, virginity)은 순수성을 표현하는 용어이다. 많은 경우 이것은 성교를 하지 않은 사람이나 상태를 가리키는 데 사용된다.
성적인 면 외에도 경험의 부족을 나타내는 데 이 용어를 쓰기도 한다. 순수성을 표현하기 위해 음료나 음식에도 이 용어를 적용한다. 어떤 칵테일은 알코올이 없거나 적을 때 'virgin'이란 단어가 들어간다. 올리브유에서도 사용되는데 'extra-virgin'이란 말은 정제된 기름이 아니란 뜻이다.

## 어원
처녀성이란 용어를 표준적으로 사용함에 있어, 즉, 순수성을 성관계의 없는 상태로 생각할 때, 옛날에나 지금이나 처녀성은 남자보다는 여자에게 적용되었다. 사실 처녀는 전통적으로 단순히 결혼하지 않은 여성을 말한다. 처녀(virgin)란 단어는 13세기에 영어에 들어왔는데 '프랑스어: virgine'에서 온 것이다. 'virgine'는 '라틴어: virgo'(소유격은 virginis)에서 왔다. 라틴어 어원을 보면 'vir'은 남자나 남편을 뜻한다. 'genere'는 남자를 위해 만들어진이란 뜻이고 원래는 남자에게 속한 여자라는 뜻이다. 중세 영어(Middle English, 1066년~15세기 후반)에서 'maid'란 단어는 남자이던 여자이던 결혼이나 성적활동이 없는 사람을 가리켰다. 예를 들면 제프리 초서(Geoffrey Chaucer)는 이 단어를 예수와 사도 바울을 말하는데 썼다. 그러나 요즘에는 이 단어를 남자에게 쓰는 일은 드물다. 'maid'는 남자를 가리키는 통용되던 의미는 잃고 단지 결혼하지 않은 여자를 가리킨다. 나중에는 결혼하지 않은 집안의 하녀를 뜻하게 되었다.

## 문화 속에서 의미
처녀성은 어떤 사회에서는 존중되고 가치있는 것이었다. 특히 결혼전 성행위에 대한 종교적 견해가 있는 경우 그렇다. 처녀인 여자를 아가씨(maiden)라 부르는 경우도 있다.
많은 문화권에서 여성의 처녀성은 개인과 가족의 명예와 관련되어 있다. 전통적으로 어떤 문화권에서는 결혼 전 처녀성을 잃는 것은 대단한 수치라는 믿음이 널리 퍼져있다. 어떤 문화권(예: 남부 아프리카의 반투)에서는 처녀성 시험 혹은 결혼전 금욕을 보증하는 외과적 시술(대음순 폐쇄)까지도 흔한 일이다. 여성 원로의 조사를 받는 경우도 전형적이다.

### 기술적인 처녀성
많은 역사가와 인류학자들은, 혼전 처녀성에 높은 가치를 두는 많은 사회에서도(성혁명전의 미국 같은) 실제로는 결혼 전에 질에 페니스가 삽입되지 않은 성적 행위가 종종 있었다고 기록한다. 예를 들면 구강성교, 항문성교, 상호 자위행위 등이다. 이것은 기술적으로는 처녀성이 있다고 간주된다. 왜냐하면 질에 페니스의 삽입이 없었기 때문이다. 그러나 실제로 그런 행위 참여자는 성적으로 왕성한 상태이다.
기술적 처녀라는 관념은 많은 사회비평가들의 비웃음을 샀다. 기술적 처녀성(종종 종교적 이유 때문에 만들어진)의 주장은 위선적이고 자기 착각의 행위라는 것이다. LGBT(레즈비언, 게이, 양성애자, 성전환자)들도 기술적 처녀라는 개념에 반대한다. 그들은 원래 그런 다양한 기술을 사용하므로 그들에게는 이 개념이 적용될 수 없기 때문이다.
유명한 상담 컬럼 집필자인 댄 세비지는 그런 관념을 그의 칼럼이나 그의 인터넷 매체를 통해 조롱한다. 그와 다른 많은 사람들의 견해는 섹스를 한다는 것은 질삽입뿐 아니라 구강성교, 항문성교, 상호 자위행위 등을 명백히 모두 포함한다는 것이다. 그러므로 질삽입 외의 성행위를 했다면 그는 여러 의미로 처녀일 수 없다는 것이다.

### 처녀성의 상실
처녀성의 상실, 즉 첫경험은 서구 문화에서 중요한 생의 사건이자 통과의례로 널리 생각되어 왔다. 처녀성의 상실은 많은 주류 영화에서 각광을 받았다. 특히 10대 관객을 겨냥한 영화에서 그렇다. 처녀성의 상실은 문화적인 자각에 따라 자랑스런 이정표 또는 부끄러운 실패로 여겨졌다. 역사적으로 이런 자각은 주로 성역할에 영향을 받았다. 남성에게는 종종 자랑스러운 것으로 여겨지고, 여성에게는 수치스러움과 좀 더 연관되어 있다.
인간 여성에게는 첫섹스를 할 때 가끔 처녀막이 찢어진다. 처녀막이란 음문을 구성하는 막으로 질입구에 펼쳐져 질입구를 막고 있다. 처녀막은 사람마다 두께, 모양, 신축성의 차이가 굉장히 크다. 원래대로인 처녀막의 존재는 넓게 기술적 의미에서 역사적으로 처녀성의 육체적 증거로 알려져왔다. 비록 처녀막이 없다고 처녀가 아닌 것은 아니면서도 말이다.
대부분의 여성에서 처녀막은 질의 입구를 제대로 막지 못하는 단지 흔적기관인 경우가 많다. 부서진 처녀막은 질에 뭔가가 지나갔다는 것을 의미하지만 신체운동이나 탐폰이나 성적 자극 기구인 딜도 때문일 수도 있다. 많은 여성은 너무 얇고 약한 처녀막을 가지고 있어서 쉽게 신축되고 출생시 이미 구멍이 나있다. 또 어린시절 자신도 모르는 새에 사라지거나 망가지곤 한다.
처녀막이 없거나 부분적으로만 있는 그런 흔한 원인과는 대조적으로 무공처녀막이란 것도 있다. 생리혈의 배출이 안되기 때문에 처녀막절개술이라는 외과적 시술이 필요하다. 이를 통해 건강상의 유해를 없애야 한다.
처녀성을 끝내버리는 데 필요한 성적행위가 어느 정도인지 어떤 종류인지는 다양할 수밖에 없다. 처녀막봉합술이라는 외과시술을 통해 처녀막을 수선하거나 대치할 수 있기에 위의 문제는 더욱 복잡해진다.
어떤 문화권에서는 성폭행을 당한 여성은 처녀로 간주되지 않는다. 어떤 사람은 이 관념을 거부한다. 처녀성의 개념을 확대한 정신적 처녀성의 개념을 채용하는 사람도 있다. 이전의 성적 행위에도 불구하고 처녀로 다시 태어나서 처녀가 된다는 것이다. 이런 의미로의 처녀성은 처녀라는 단어보다는 순결(chastity)이란 단어가 더 선호되어 쓰인다.
남성에게는 육체적으로 표시가 될 만한 순결의 표시가 없다. 처녀와 하는 경우 소위 '처녀성을 뺏다'란 표현도 있다. 어떤 곳에서는 첫경험이 아닌 사람이 첫경험인 사람과 할 때에만 쓰이고, 다른 곳에서는 뺏는 사람의 경험과 무관하다. 처녀와 하는 경우 고풍적인 표현으로 '꽃을 꺾다'(deflower)란 표현이 오늘날에 쓰이기도 한다. 의학에서는 파과(破瓜, defloration)란 표현이 쓰인다. 한국이나 중국에서 파과(破瓜)는 여자가 처녀성을 잃다란 의미 또는 초경을 시작하다란 의미로 쓰인다. 파과지년(破瓜之年)은 여자 나이 16세를 가리킨다(또한 남자 나이 88세를 가리키기도 한다).
사드 작품의 영어 번역에는 'depucelate'라는 흥미로운 단어가 종종 보인다. 이것은 동사 '프랑스어: dépuceler'의 번역어가 분명하다. 이 불어 동사의 어원은 'pucelle'(n.f.)로서 처녀를 뜻하며 영어 속어 'pussy'(보지)의 어원이기도 하다. 잔다르크는 숭배자들에게 종종 'la Pucelle'라고 불렸는데, 동정녀 마리아(the Virgin Mary)를 염두에 둔 것이다.
몇몇 나라에서는 20세기 후반까지, 어떤 남자가 자기가 처녀를 뺏은 여자와 결혼하지 않으면 그 여자는 남자에게 금전보상을 요구하여 고소할 수 있었다. 어떤 언어에서는 이를 해웃값(“해우채(解衣債)”이라고 쓰는 것은 취음, wreath money(꽃값) 또는 money paid a kisaeng for her favors(services))이라 부른다. 해우채는 처녀성에 관계없이 성행위에 대해 여성이 요구하는 것이다. 독일의 경우 1998년 5월 4일 이와 관련된 법조항이 폐지되었다. 대한민국의 경우 '혼인빙자간음죄'라는 것이 있다. 이 조항이 남녀차별이라는 주장이 있다.

## 종교

### 그리스와 로마
처녀성은 순수성과 육체적 자기 구속을 나타내는 것으로 간주되어왔다. 이는 그리스의 여신 아테나, 아르테미스, 헤스티아의 중요한 특징이다. 베스타의 처녀는 엄격하게 독신을 지킨 베스타신의 여사제이다. 처녀 또는 아가씨는 삼위여신(Triple Goddess)의 셋중 하나로서 많은 새로운 종교 운동의 전통 속에서 볼 수 있다. 별자리 중 처녀자리는 성스런 처녀들을 넓게 골라 나타낸 것이다.

### 힌두교
산스크리트어에는 처녀를 나타내는 'akṣata-yoni'라는 말이 있는데 이는 더럽혀지지 않은 또는 방해받지 않은이란 뜻이다. 종종 사용되는 다른 단어 'kanyā and kumārī'는 보통 젊은 미혼의 소녀, 신부, 딸을 나타낸다. 물론 보통은 원래 처녀로 간주되지만 처녀를 딱 나타내는 말은 아니다. 'Durga'란 처녀 여신이 있는데 여기서 오거나 확장된 단어들도 있다. 결혼 성구는 오로지 처녀에게만 읽어준다. 처녀성이나 동정을 잃은 여자와 남자는 종교 의식에서 제외된다.
특히 네팔이나 인도의 힌두 사회에서는 혼전 섹스는 아직도 엄청나게 눈살을 찌푸리게 하는 일이다. 혼전 섹스는 가족에게 큰 불명예이고 무례한 짓이다. 헌처녀가 전통적인 가문의 남자를 신랑으로 맞는 것은 실제로 불가능하다. 헌처녀는 사회적 오명을 피해 마을에서 도시로 나가게 된다.

### 기독교
오늘날 몇몇 기독교인들은 처녀성이란 결혼전 성에 관한 성스러운(holy) 상태를 가리키는 것이라 말한다. 많은 기독교 종파들은 기독교의 신약과 구약이 어떠한 형태의 혼전 성행위라도 모두 금지한다고 믿는다. 최근까지도 기독교 인구가 꽤 많은 어떤 나라들에는 처녀성을 보호하는 법이 있거나 있었다. 독일의 폐지된 법은 처녀를 뺏은 경우 둘의 교제가 끝나면 보상해야 한다. 로마 가톨릭교회가 전통적인 멕시코에서는 여자들이 종종 말하는 오래된 말이 있다.

### 이슬람
이슬람에는 성적 행위는 오직 결혼한 부부 사이에만 해야 된다는 법령이 있다. '간음 근처에도 가지 마라'(Al-Israa 17:32)는 경구는 그 증거이다. 이슬람은 결혼한 두 남녀에게 서로를 완전히 충족시키고 만족시키라고 가르친다. 결혼은 '딘(Deen, 믿음, 사는 법)의 절반'으로 간주된다. 남편과 아내는 성과 정서적 필요를 위해 상대가 필요하다는 것을 항상 명심해야 한다.
| “ | 그리고 비합법적인 성교를 가까이 말라. 그것은 대죄(Fâhishah)이고 악의 길이다. (알라신의 용서가 없는 한 지옥으로 가게 된다.) | ” |
|   | — 꾸란, 17:32 |   |

여기서 비합법적인 성교란 간통과 혼전 성교 둘다 가리킨다.

### 유대교
유대교에서 처녀성은 창세기부터 나타난다. 여기서 엘리에셀(Eliezer)와 리브가(Rebekah)의 만남이 나온다.
| “ | 그 처녀아이는 우러러볼만큼 밝은 처녀였다. 어떤 남자도 그 아이와 잠자리를 같이 하지 않았다. | ” |
|   | — 창세기, 24:16                                                                            |   |

이것은 성경을 통틀어 되풀이되는 주제이다. 특히 약혼, 결혼, 이혼을 다스릴 때 그렇다.
그러나 사실 유대교는 성적 관계에 대해 관대하다. 초기에는 그랬다. 성관계와 성적인 것에 꽤 실리적이었다. 유대교에서 성관계는 더럽거나 불쾌한 것이 아니다. 사실 결혼관계 내에서의 성관계는 명령이고 바람직한 덕성이다. 유대 법에는 여성의 처녀성을 지키는 것과 합의된 또는 합의되지 않은 혼전 성관계를 다루는 조항이 있다. 유대교에서 성관계에 대한 지침의 주안점은 성관계는 거부할 것이 아니고 삶의 건전한 부분으로서 살아있어야 된다는 점을 잘 보여 준다.

## 의학
현대 유럽의 초기에 여성이 처녀성을 너무 오래 유지하면 위황병(chlorosis) 또는 녹색병이란 것에 걸린다고 생각했다. 위황병은 오늘날의 저색소성 빈혈로서 처녀성과는 무관하다.

## 같이 보기
- 금욕(Celibacy)
- 처녀막